# Avon Products
Avon Cosméticos ou simplesmente Avon, é uma empresa de cosméticos. Sua história teve início em 1886 quando David McConnell iniciou a Califórnia Perfume Company, em Manhattan, Nova York. O nome Avon, pelo qual ficaria mundialmente conhecida, só surgiu em 1939, inspirado na cidade natal do escritor William Shakespeare, Stratford-upon-Avon. No Brasil ela só apareceu em 1958. No dia 22 de maio de 2019 a brasileira Natura adquiriu parte da companhia, ficando fora da compra as operações da Avon na América do Norte e Japão, por US$3,7 bilhões (cerca de 15 bilhões de reais). Na transação a nova companhia denominada Natura & Co, que foi criada terá como divisão societária, 73% aos acionistas da Natura e 27% aos acionistas da Avon. O grupo Natura & Co é formado hoje pela Avon e Natura.

## História
David McConnell, então com 20 anos, havia iniciado sua carreira como vendedor ambulante, levando livros de porta em porta. Eventualmente passou a distribuir junto com os livros frascos de perfumes produzidos por um amigo farmacêutico, produto que viria a agradar muito mais do que o conteúdo literário, encontrando a fórmula para o sucesso na associação de produtos de perfumaria e venda porta a porta.
O grande potencial de mercado encontrado foi explorado por McConnell com a fundação formal da empresa e contratação de uma amiga – Florence Albee – como ajudante para o novo negócio. O sucesso veio com a implantação de um sistema de vendas que contratava promotoras de venda, que conseguiam atingir o público de donas de casa que se encontraram motivadas a exercer uma atividade comercial independente. Foi através da voz feminina que, dez anos mais tarde, a Avon já contava com cerca de 25 mil revendedoras atuantes nos Estados Unidos.
A empresa cresceu rapidamente, alcançando os mercados internacionais em 1914, quando chegou ao Canadá. Anos mais tarde, a expansão prosseguiu para Inglaterra, Alemanha, França, Bélgica, Países Baixos, Itália e Espanha. Atualmente, a Avon está presente em mais de 100 países. A presença da marca no Brasil começou em São Paulo e o circuito de vendas esteve restrito à região Sudeste por mais de 30 anos. O Brasil é a maior operação da companhia em todo o mundo.
Atualmente a principal sede está em Nova York (EUA), mas a Avon Products Inc. tem aproximadamente 18 fábricas em 15 países diferentes, alcançando um faturamento líquido capaz de colocar a empresa no topo do ranking de empresas do segmento. Sheri McCoy é a presidente mundial da Avon desde 2012. Em 2018, Jan Zijderveld, ex-presidente da divisão europeia da Unilever, assumiu a companhia após a saída de Sheri McCoy
Em 13 de agosto de 2024, a empresa entrou em Chapter 11 (Uma espécie de Recuperação judicial) no Estados Unidos. Não foram divulgados valores devidos a credores nem as notas de crédito da empresa. Apesar disso, a holding de cosmitaria, perfumaria e subsidiárias continua operando normalmente. 